# Stick (filme)
Stick é um filme estadunidense de 1985 do gênero ação, dirigido e estrelado por Burt Reynolds. Elmore Leonard coescreveu o roteiro (com Joseph Stinson), baseado em livro de sua autoria.

## Elenco
- Burt Reynolds...Stick
- Candice Bergen...Kyle
- Charles Durning...Chucky
- George Segal...Barry
- Jose Perez...Rainy
- Richard Lawson...Cornell
- Cástulo Guerra...Nestor
- Dar Robinson...Moke
- Tricia Leigh Fisher...Katie
- Sachi Parker...Bobbi
- Jorge Gil as Chucky's Hood

## Sinopse
O ladrão de carros Ernest "Stick" Stickley sai da prisão e se encontra com seu amigo latino Rainy num lugar próximo aos Everglades na Flórida. É convencido por ele a acompanhá-lo em uma transação de drogas ilegais mas o encontro é uma armadilha e Rainy é assassinado pelo matador albino Moke. Stick consegue fugir mas o líder dos traficantes, um latino obcecado por vodu, quer vingança e pede ao seu parceiro de tráfico, o americano Chucky, que mate o ex-presidiário. Stick se emprega como motorista de Barry, um milionário excêntrico, e se encontra com a filha adolescente, dizendo que  vai se regenerar. Mas não sabe que os bandidos planejam raptar a garota e com isso atrai-lo a um acerto de contas final.

## Produção
O renomado dublê Dar Robinson interpreta o assassino albino Moke. O personagem morre em cena, ao cair da sacada de um edifício, disparando sua arma. Robinson usou uma invenção própria, o fio "desacelerador", que permitiu às câmaras filmarem a queda de cima sem que os colchões de ar, que o protegiam da queda, ficassem visíveis. Foi a primeira e última vez que ele atuou em frente às câmeras, pois morreu em 1986 num acidente de motocicleta.